# Clytia fascicularis
Clytia fascicularis är en nässeldjursart som beskrevs av John Fraser 1948. Clytia fascicularis ingår i släktet Clytia och familjen Campanulariidae. Inga underarter finns listade i Catalogue of Life.